# Вуса

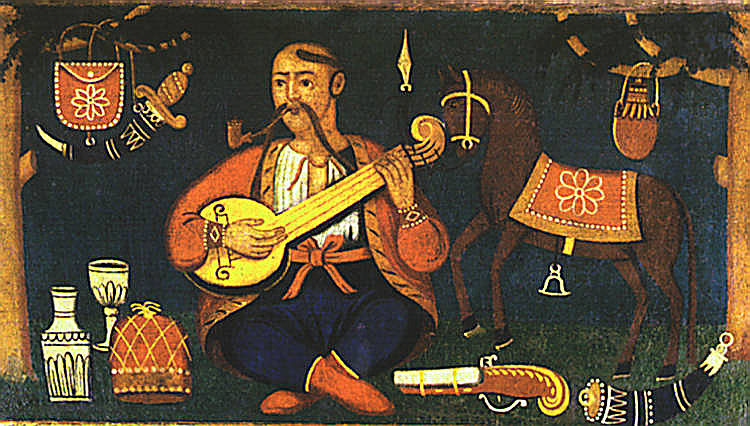
У Козака Мамая — довгі вуса

Ву́са (колишня форма двоїни), ву́си — волосся над верхньою губою у людей (належить до вторинних статевих ознак). Вуса є частиною волосяного покриву обличчя чоловіків.

## Історія
Звичай носити вуса був поширений серед індоєвропейських племен: серед кельтів звичай носити вуса без бороди існував 3000 років тому, з вусами вони зображували свого бога Беленуса.
У східних слов'ян, очевидно, у дохристиянські часи вуси були поширенішими, ніж борода. Це підтверджують й описи грецьких істориків, і згадки про кумира Перуна із золотими вусами в Києві. Навіть з прийняттям християнства звичай носити бороду за прикладом греків приживався погано: згідно з даними археології, печатки давньоруських князів X—XII ст. зображують їх з довгими вусами, з коротко остриженою бородою або зовсім без неї.

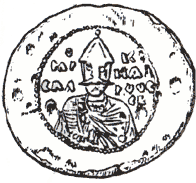
Достовірне прижиттєве зображення князя Ярослава Володимировича на його особистій печатці державного правителя

Візантійський історик Лев Диякон був очевидцем зустрічі з князем Київської Русі, і засвідчив в описі зовнішнього вигляду князя Святослава Ігоровича «густе і довге волосся на верхній губі»:
|  | Середнього зросту, не занадто високий, але і не низький, брови мав густі, очі сині, ніс короткий,борода оголена, на верхній губі густе і довге волосся, голова зовсім оголена, з одного боку висів чуб, що означало значний рід; шия здорова, плечі широкі, і взагалі дуже добре був збудований; здавався якимсь понурим і диким; в однім усі висіла золота сережка, оздоблена двома перлинами, з карбункулом посередині, одіж на нім була біла, нічим не різнилася від інших окрім чистоти |

При цьому історик зазначає, що зовнішність князя нічим не відрізнялася від зовнішності його вояків — за винятком пасма волосся, що означало знатність роду.
Арабські автори повідомляють, що частина русів голять бороди, частина відпускають їх, завивають і фарбують шафраном. Франкський хроніст Адемар Шабанський пише про відпускання бороди на Русі X—XI ст. як звичай, занесений з Візантії.
У Київській Русі додавали до вусів бороду у похилому віці, як ознаку нездатності голити бороду на виразність вусів. Так, князь князь Володимир Великий носив лише вуса, а віддалившись від політичних справ на схилі років мешкаючи не в столиці м. Києві відпустив і бороду. Стародавній автор «Сказання про Бориса і Гліба» засвідчив лише вуса в описі зовнішності святого князя Бориса-Романа Володимировича.

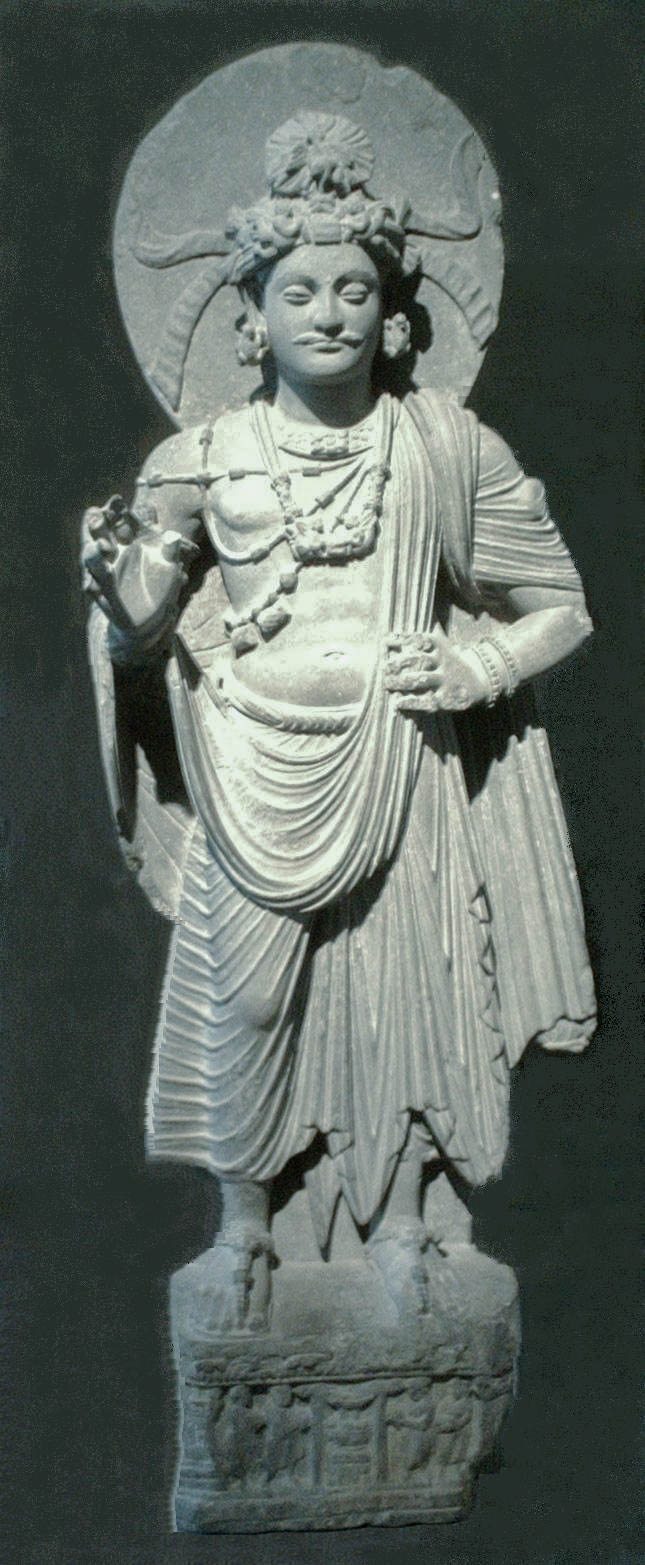
Бодгісаттва з вусами

Наявність вусів і відсутність борід у східних слов'ян, вкупі зі звичаєм носити бороду в скандинавів деякими дослідниками наводиться як доказ на користь антинорманської теорії. Критики норманізму зазначають, що слов'янський Перун був безбородим, а скандинавські боги завжди зображуються з бородами.
В українському фольклорі часто зустрічається вказівка на ознаку статевої зрілості юнаків, певного перехідного періоду віку, прикмети їх змужніння і дорослішання — це вуса.

## Вуса в мистецтві

### Світове мистецтво

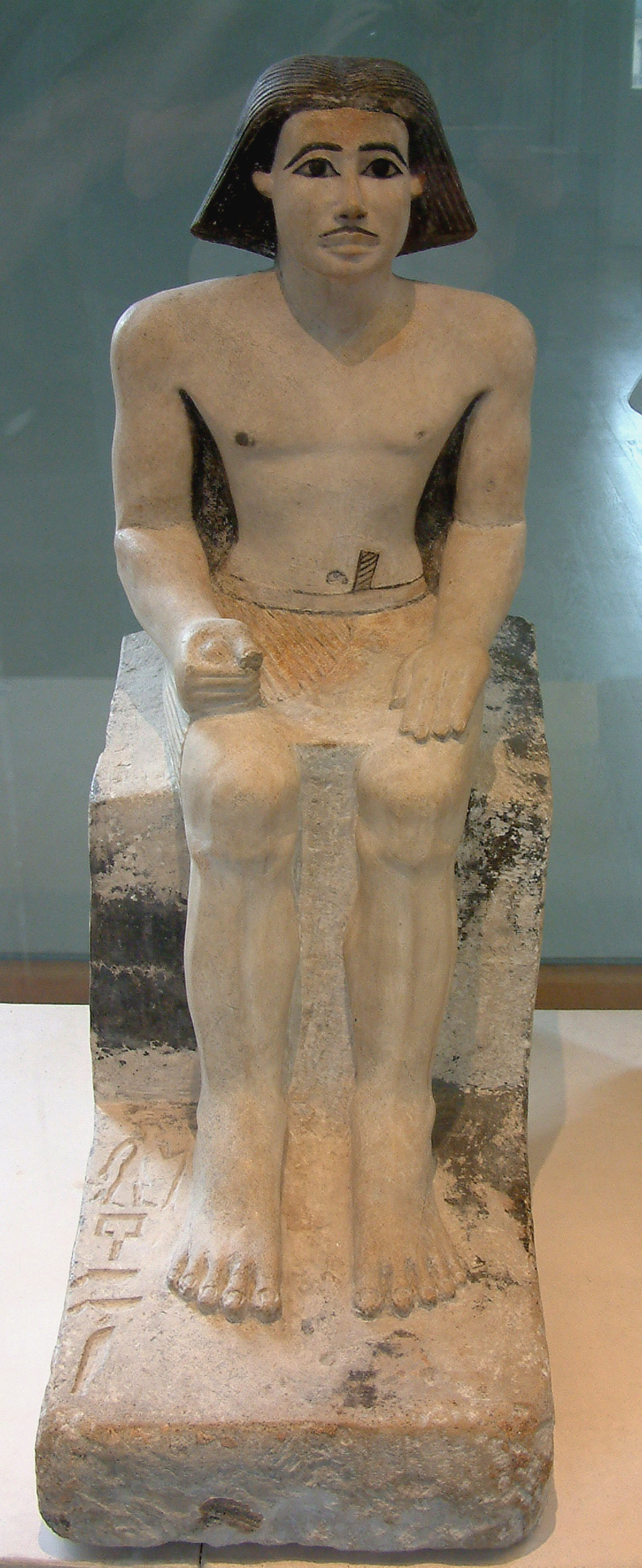
2350 — 2200 рр. до нашої ери, статуя вусатого Кеті слуги VI династії фараонів Стародавнього Єгипту (Лувр)
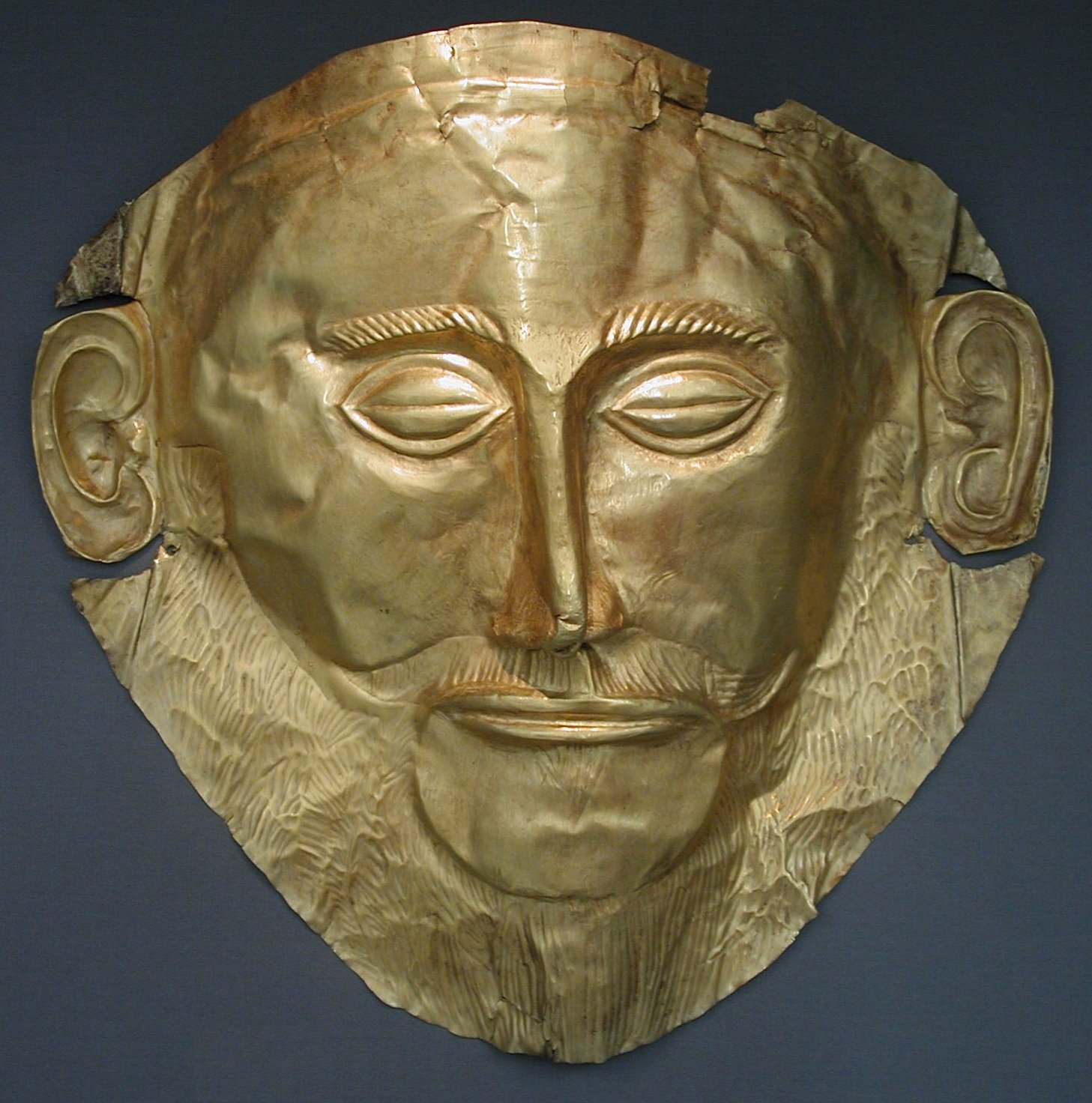
вусатий без бороди[6] Агамемнон XVI ст. до н.е., мікенська епоха (золота Маска Агамемнона з Мікен, у Національному археологічному музеї Афін)
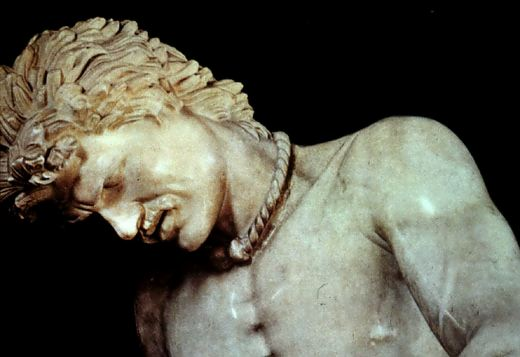
Скульптура вусатого кельта (галла), створена у III–I ст. до н. е.), вівтар Пергамон, Капітолмузей, м. Рим
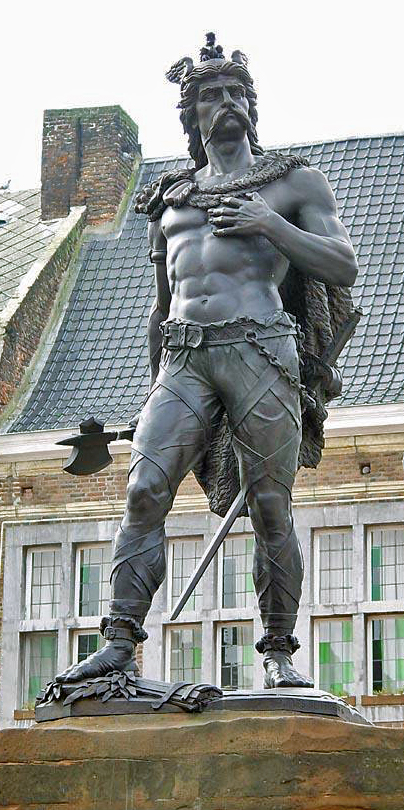
пам'ятка вусатому галлу Амбіоріксу в Тонгерені
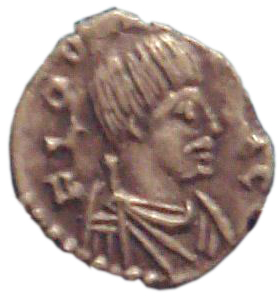
вусатий Одоакр із ругів на монеті V століття
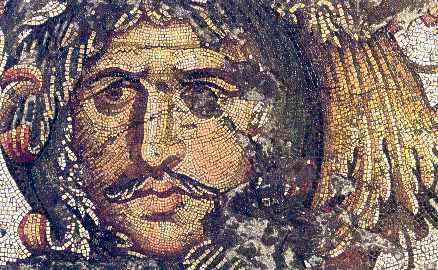
Вусатий вождь готів (учасники етногенезу слов'ян), мозаїка VI ст. Великого палацу м. Константинополя
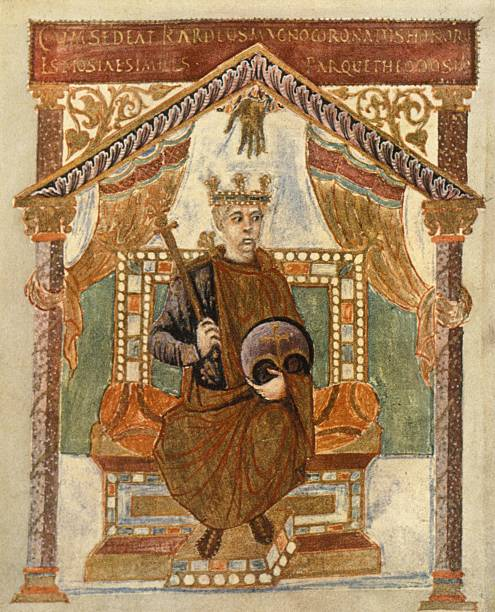
вусатий без бороди король Західного Франкського королівства Карл II у 823—877 роки)

### Українське мистецтво

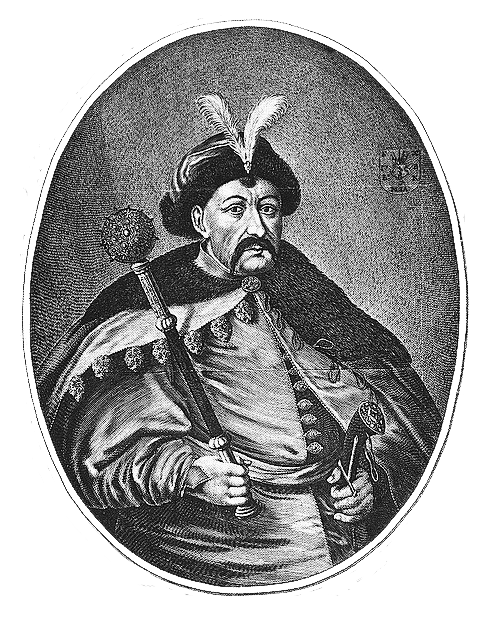
Богдан Хмельницький носив типові козацькі вуса (він згадував про зв'язок походження предків українців і з племені ругів, див. ілюстрацію монети Одоакра)

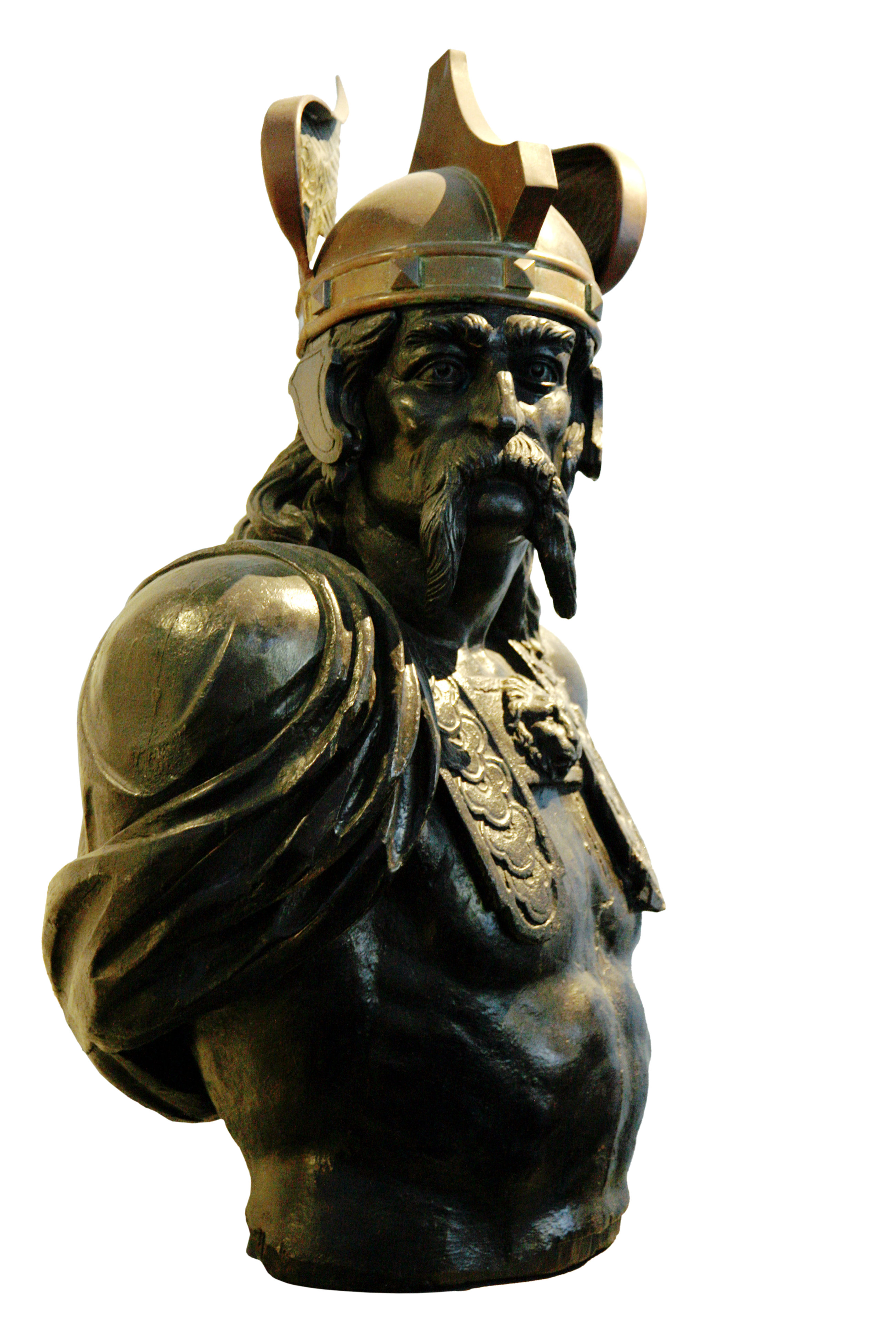
«козацький» тип вусів у Бренна — вождя галльського племені сенонів V ст. до н.е., Нац. музей мор. флоту, м. Париж
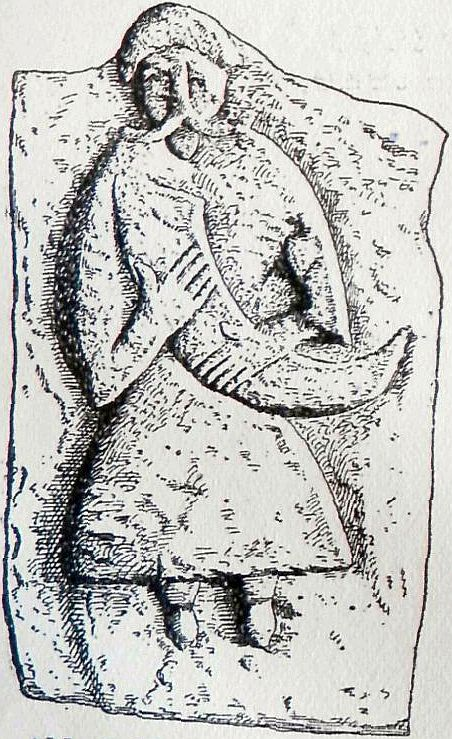
вусатий слов'янин племінного союзу лютичів (до складу якого входили укри, руги та ін.), о. Руян, м. Аркона, археологічні досліди культури V-IX століття
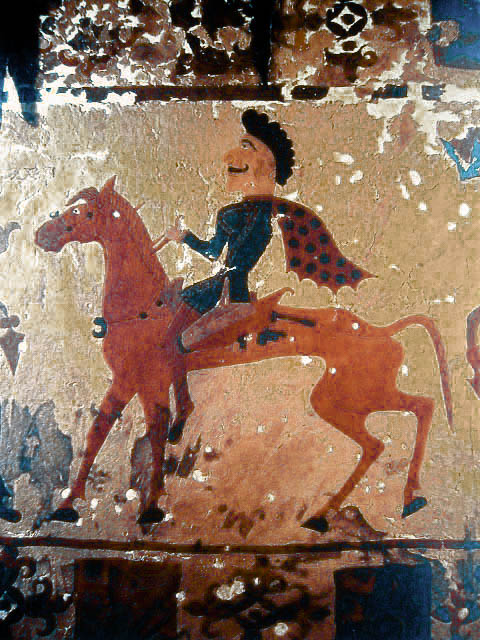
вусатий скіфський вершник з країни, куди вторглись юечжі, 300 рік до нашої ери (Пазирикська культура)
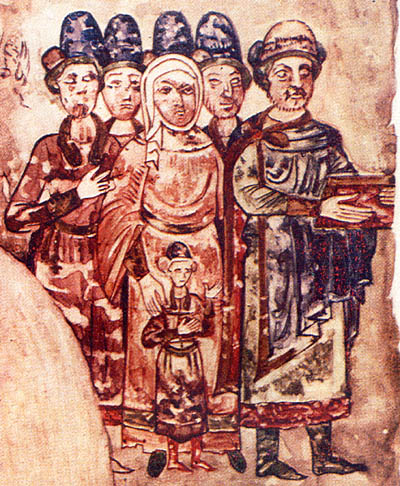
без бороди вусатий Святослав Ярославич Рюрикович (праворуч крайній) в Ізборнику 1073 року

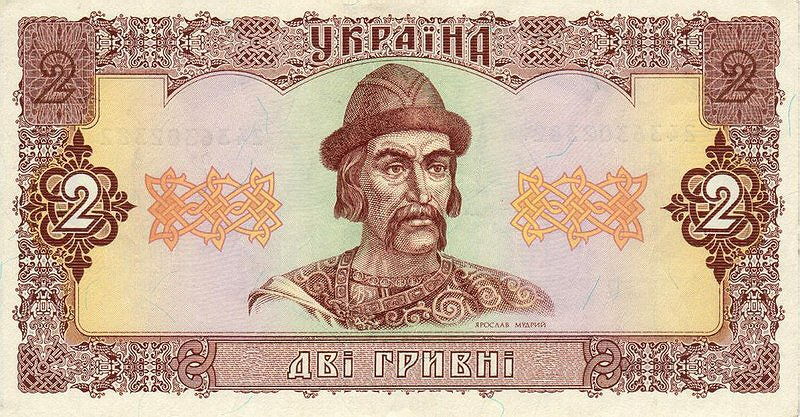
з вусами князь Ярослав Мудрий на українській банкноті

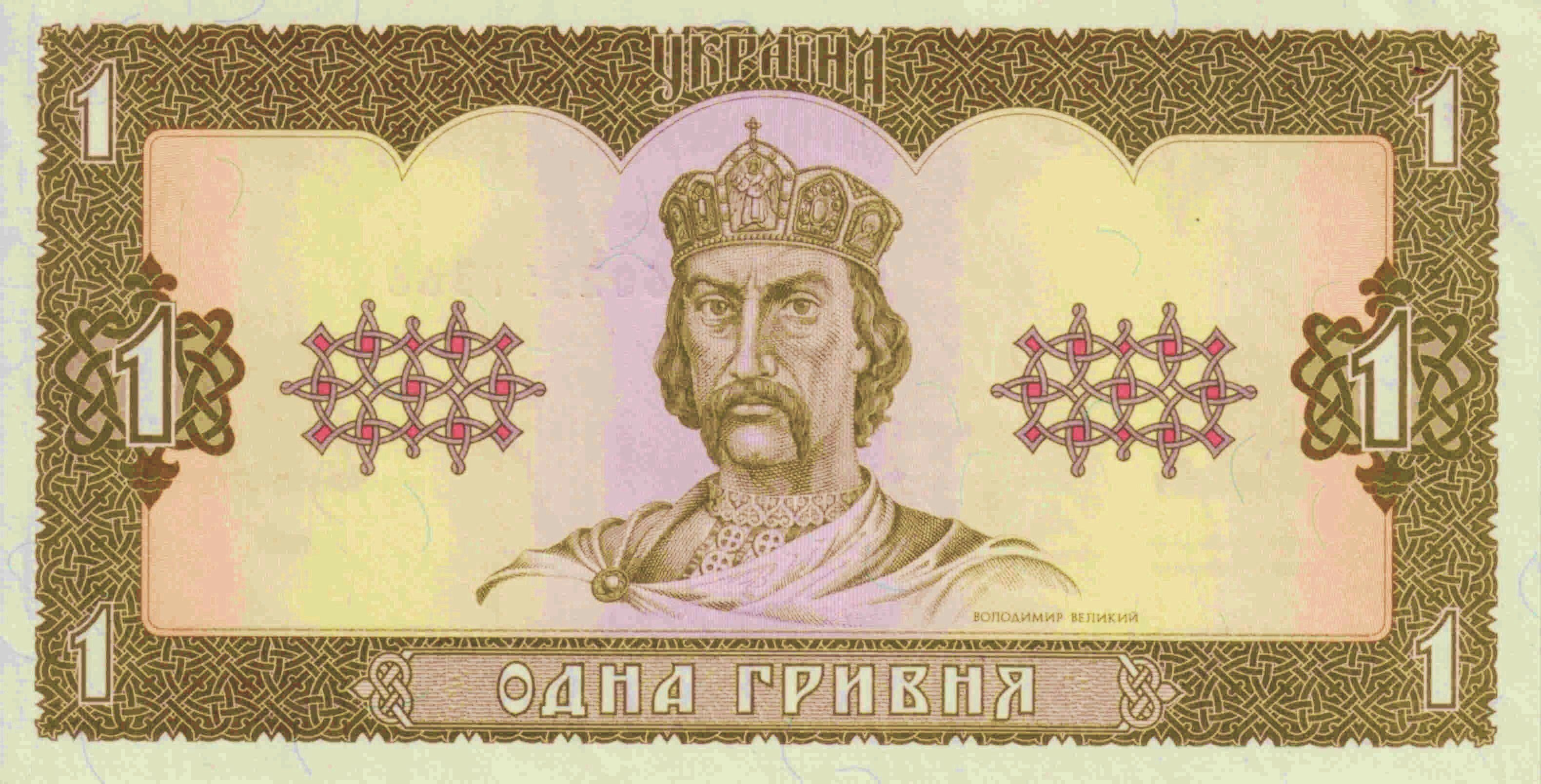
з вусами князь Володимир Великий батько князя Ярослава Мудрого на українській банкноті

## Різновиди вусів

Назви типів вусів в кожнім народі світу, залежно від його історії, можуть мати різні назви

У скіфів та кельтів була традиція кінці вусів заплітати у косички, що рідко зустрічається серед сучасних носіїв вусів. Яворницький Д. І. в «Історії запорозьких козаків» згадує про моду козаків відрощувати такі довгі кінці вусів.
Часто використовувані в Європі були (й в Україні зокрема) «польський» стиль вусів (охайне виголення лише країв вусів на рівні країв губ відоме сучасним перукарям як «Шеврон»), «австрійський» або «французький» (вертикальне підняття скручуваних кінцівок вусів відоме сучасним перукарям як «Далі»), «українсько-козацький» названий сучасними перукарями як «Підкова» або «Фу Манчу». Серед шляхти Речі Посполитої (до складу цього державного утворення входила і Україна) була мода на «англійський» та «козацький» стиль вусів. У дворянстві Російської імперії (до складу цього державного утворення входила й Україна) була мода на «австрійський», «французький» або «хендлбар» (англійсько-австрійський) стилі, які називали іноді «російськими». Перукарям відомі типи зачісок волосяного покрову обличчя під носом:
- Англійські, або узбецькі[8]);
- Хендлбар (рукоятка);
- Імператорські;
- Шеврон (польський стиль);
- Далі (австрійський або французький стиль);
- Фу Манчу (українсько-козацький стиль)[8];
- Підкова (українсько-козацький стиль)[8];
- Абажур;
- Олівець;
- Пензель маляра;
- Пірамідальні (інколи називають англійськими)[8]);
- Моржові, або мексиканські;
- Зубна щітка (німецький стиль, модний свого часу у Галичині).
- Вуса Шумак. Світяться в темноті;

Серед стилів вусів є основні види:
- кінцями догори,
- кінцями додолу,
- прямі, підстрижені горизонтально на лінії верхньої губи.

Анімований ріст вусів протягом 30 діб

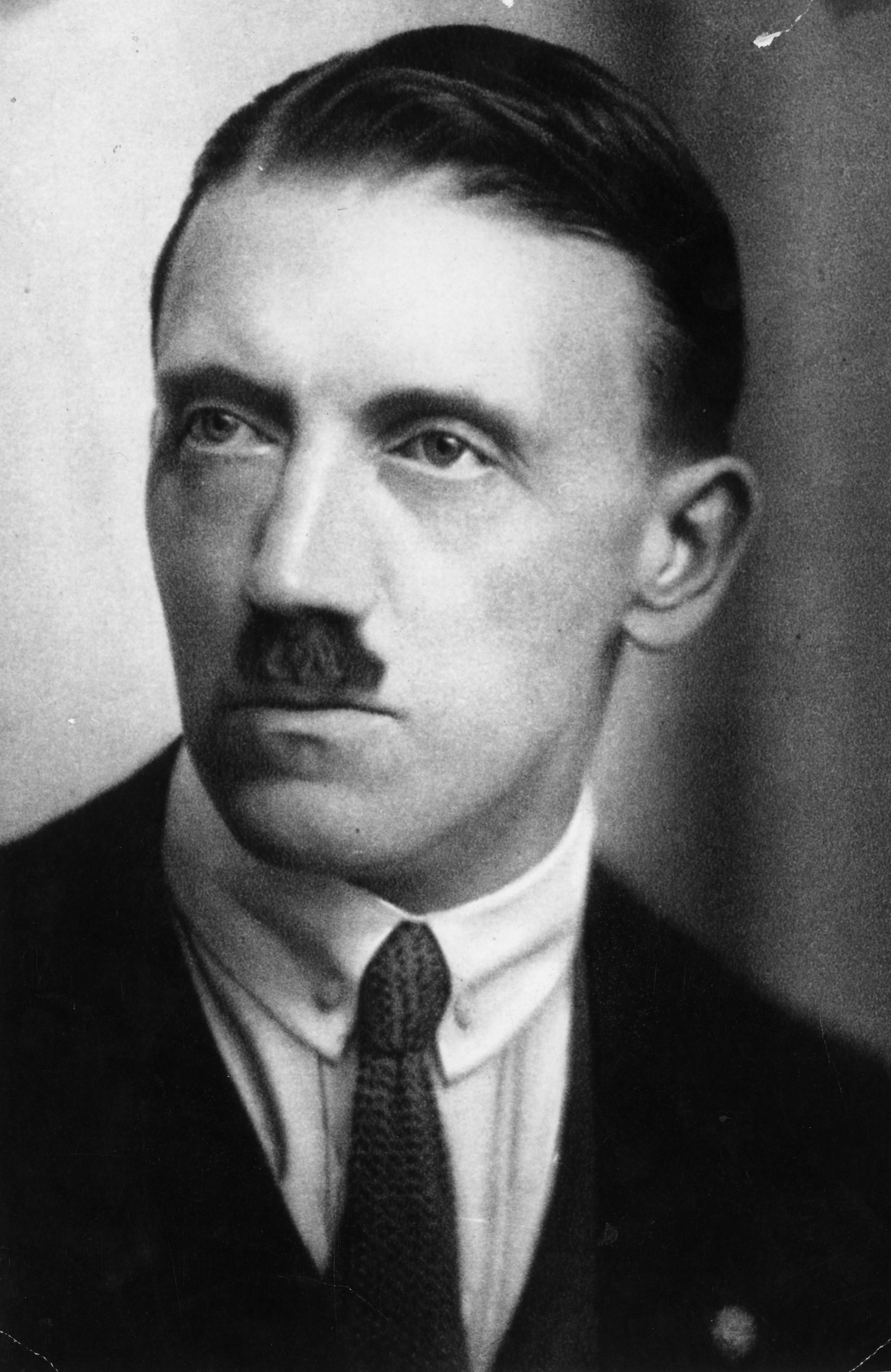
стиль «зубної щітки» у Адольфа Гітлера
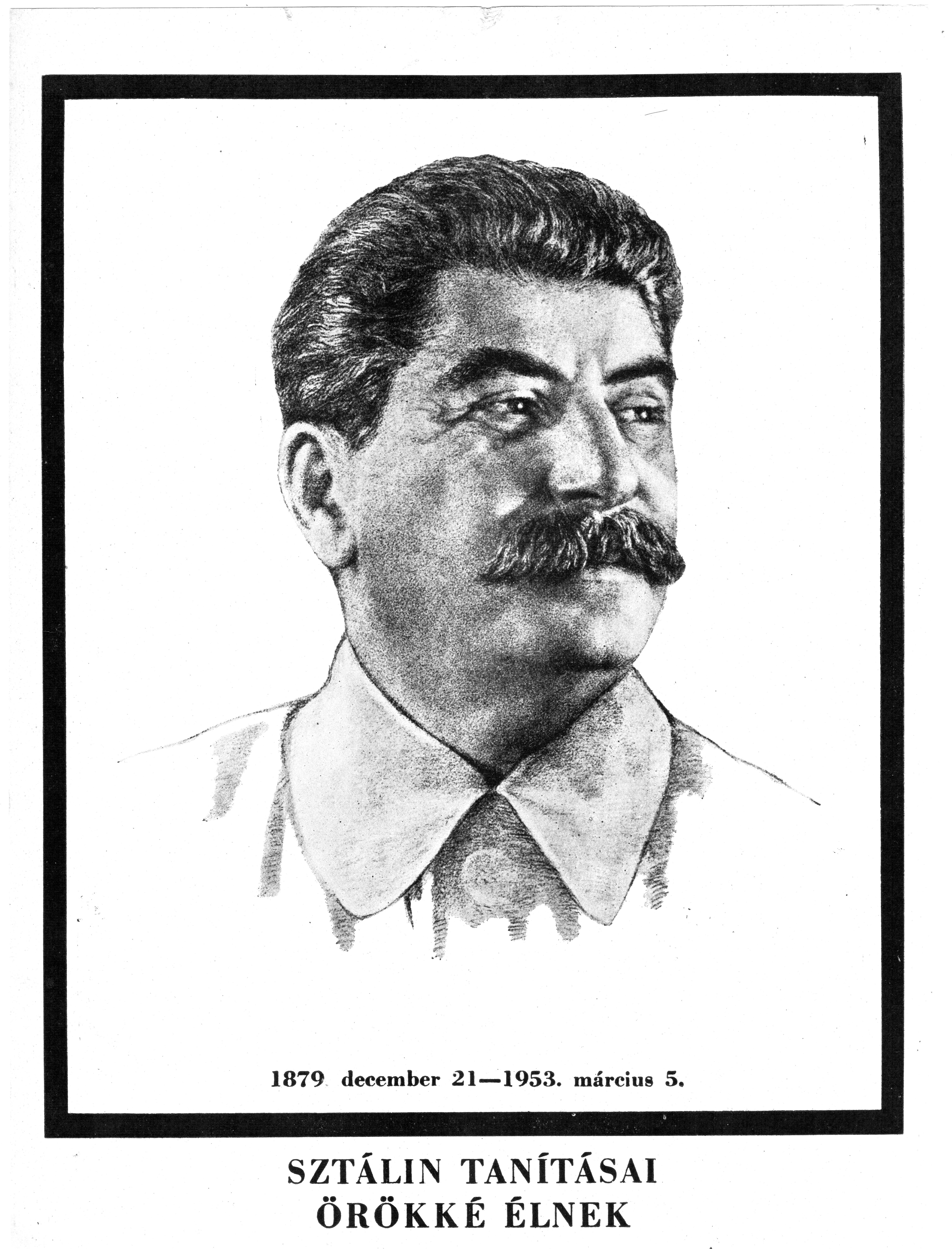
стиль «моржа» у Йосипа Сталіна
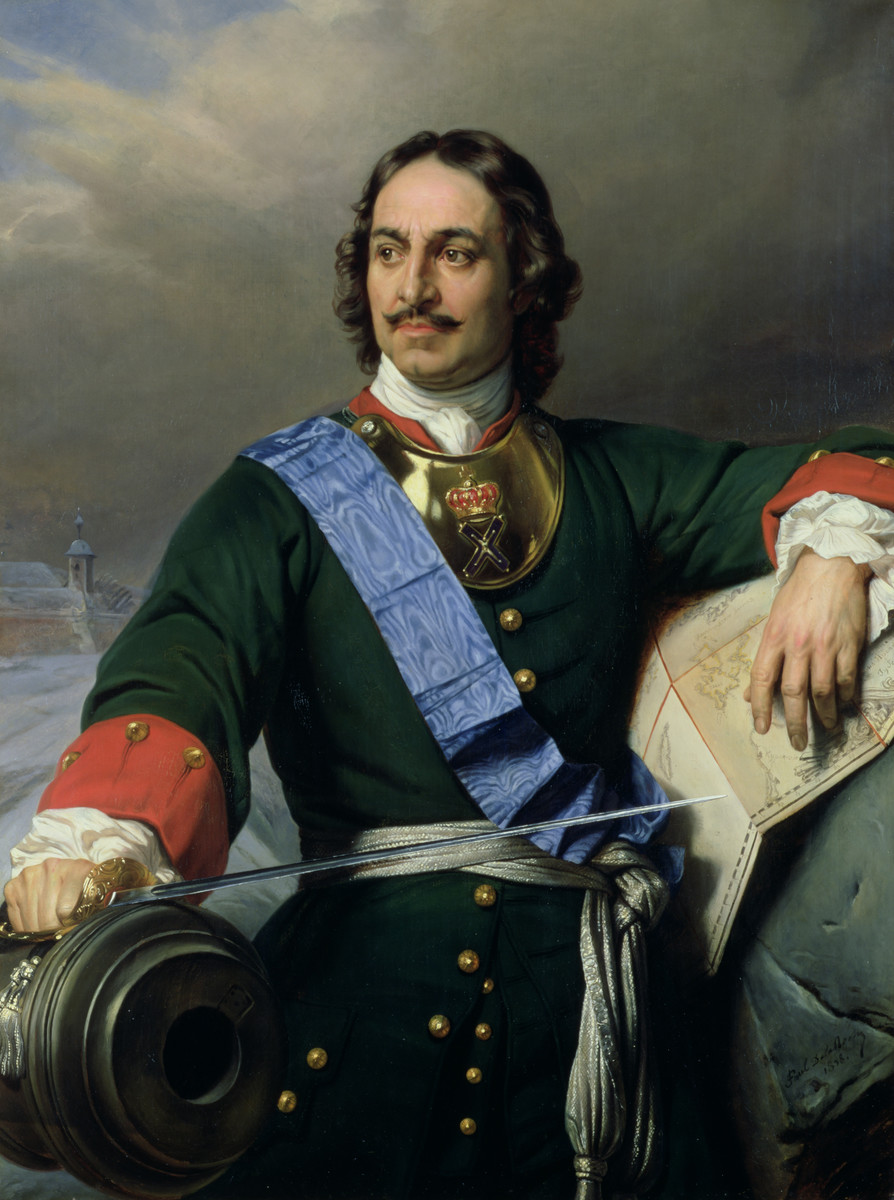
стиль «хендлбар» у царя Петра I
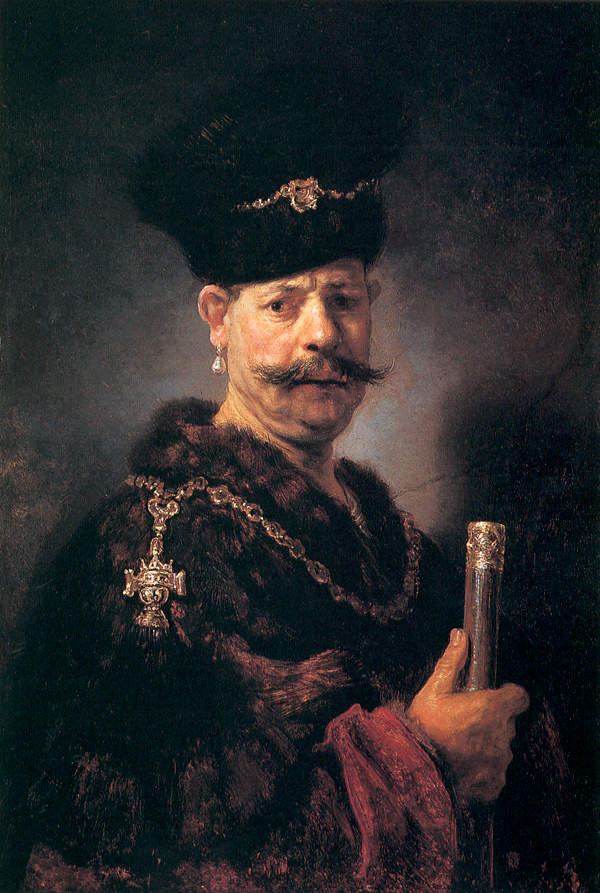
стиль «англійський» у шляхтича Речі Посполитої
стиль «олівець» у єпископа Михайла Радзейовського
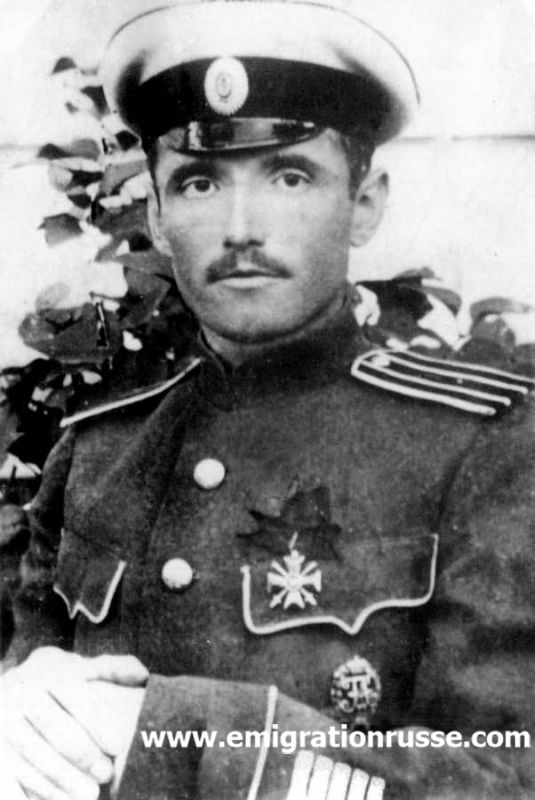
стиль «пірамідальний» у офіцера-білогвардійця (Блейш Олександр Миколайович)
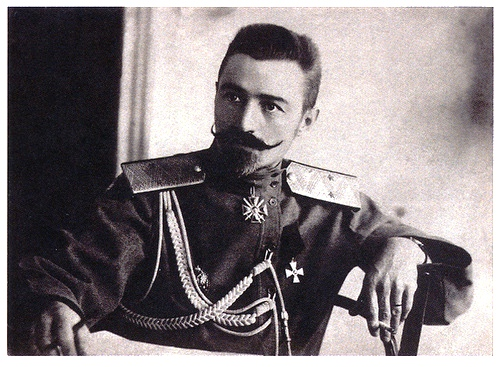
стиль «австрійський» у офіцера-білогвардійця (Марков Сергій Леонідович)
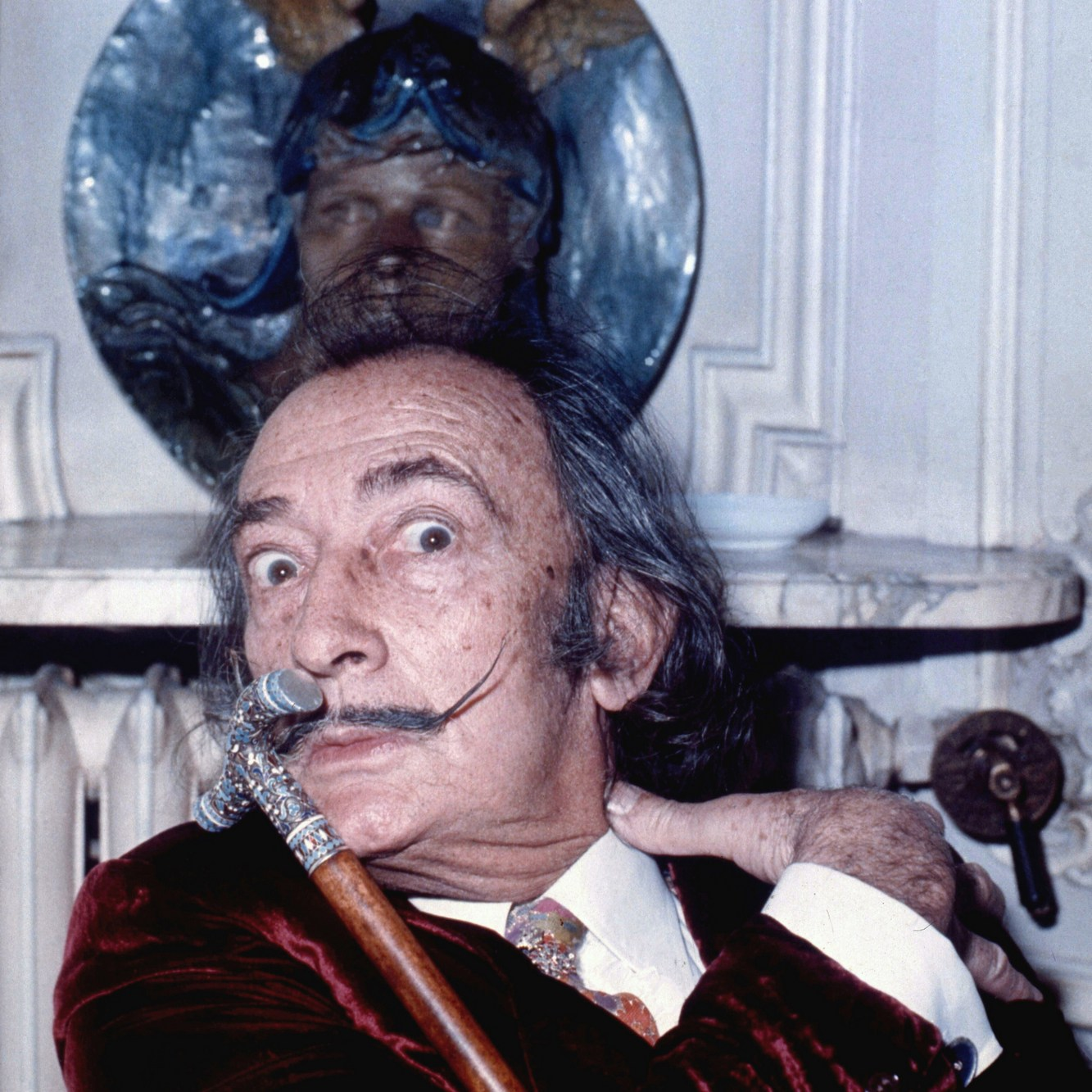
славнозвісні вуса Сальвадора Далі
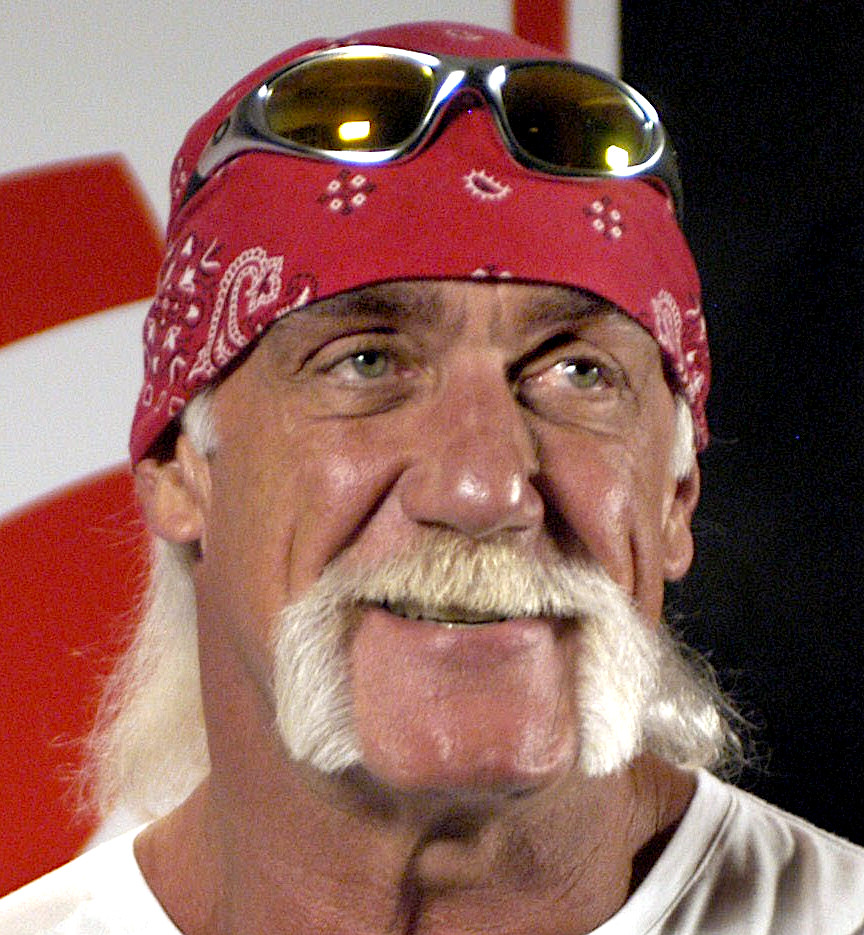
стиль «підкова» у актора Халка Хогана

## Видатні українці з вусами

### Політичні діячі

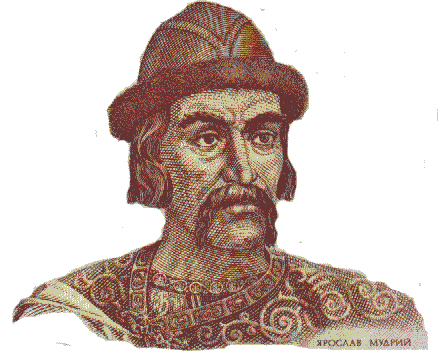
Князь Ярослав Мудрий
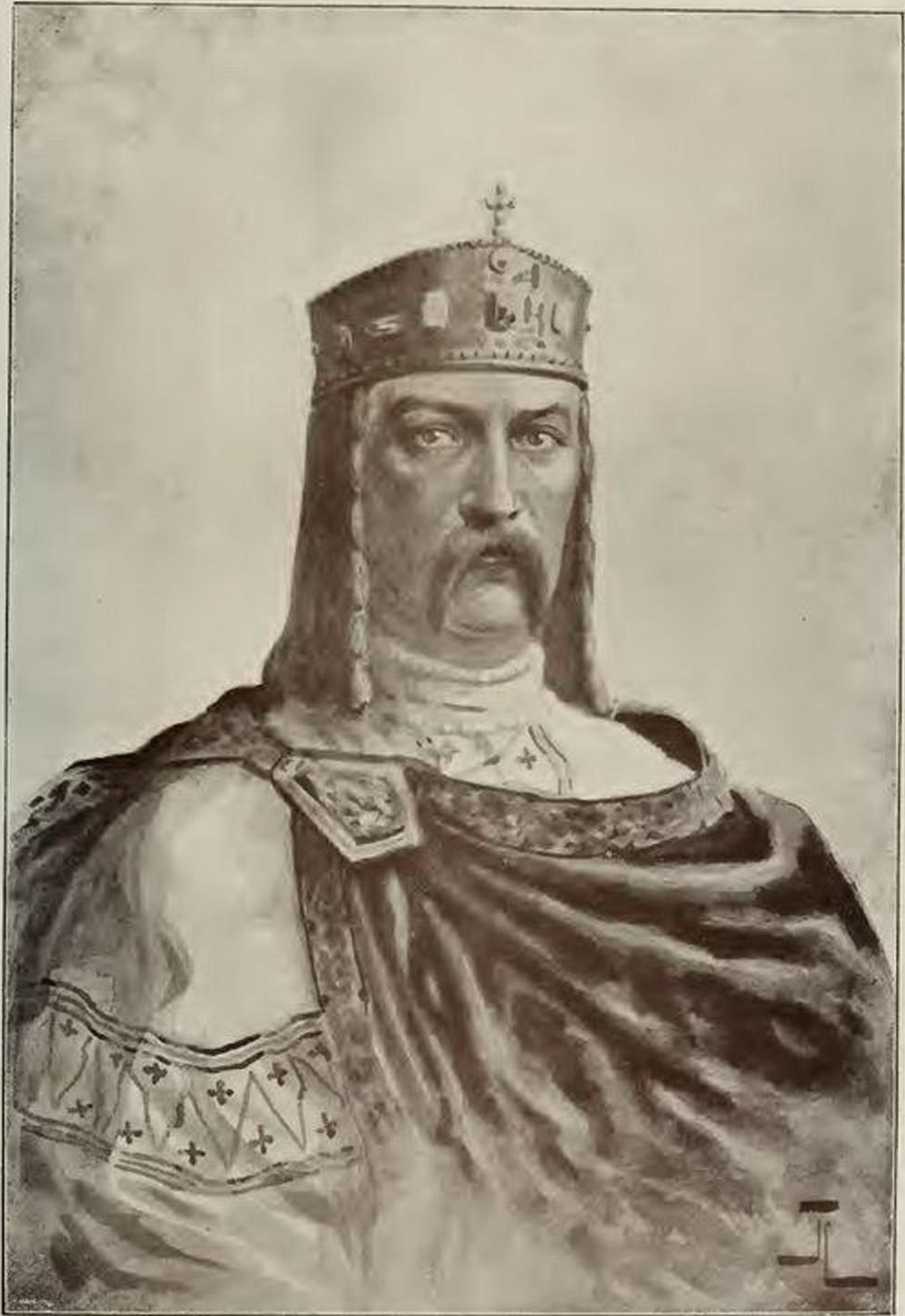
Князь Володимир Великий
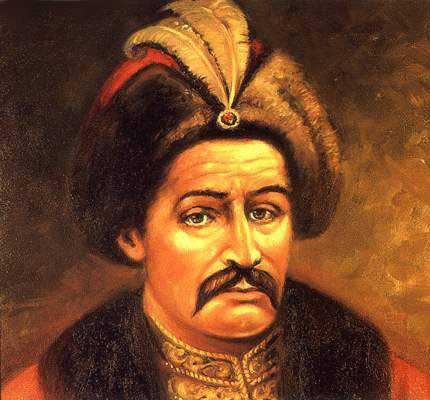
Іван Мазепа
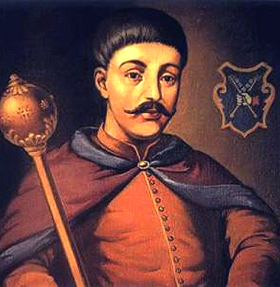
Іван Брюховецький
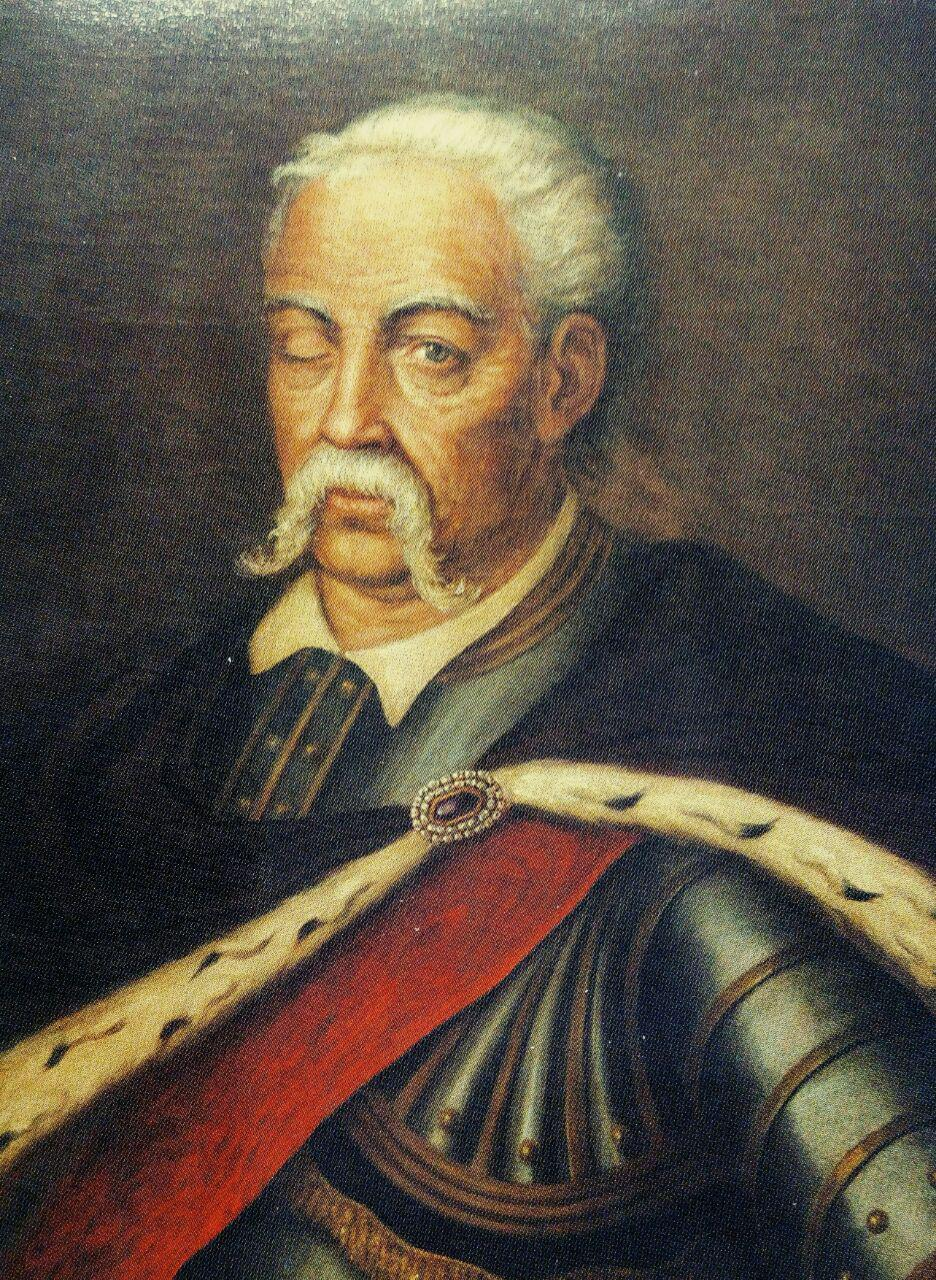
Данило Апостол
Микола Левитський
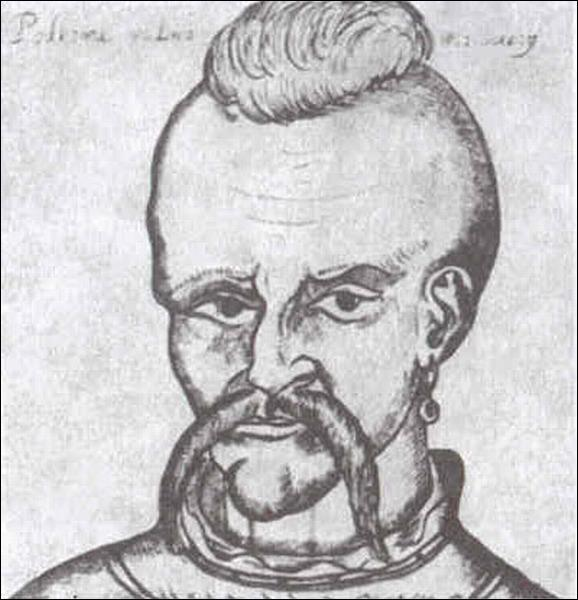
Іван Підкова

### Письменники

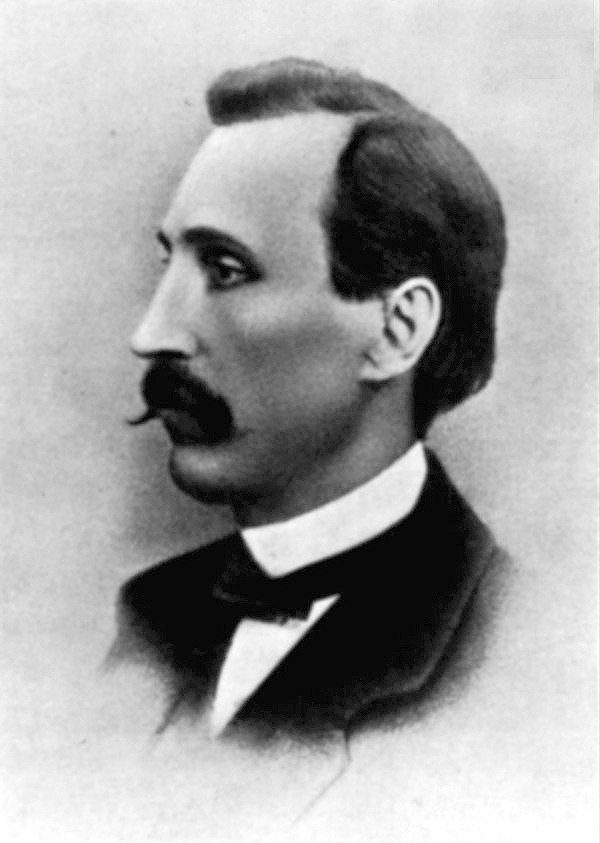
Пантелеймон Куліш
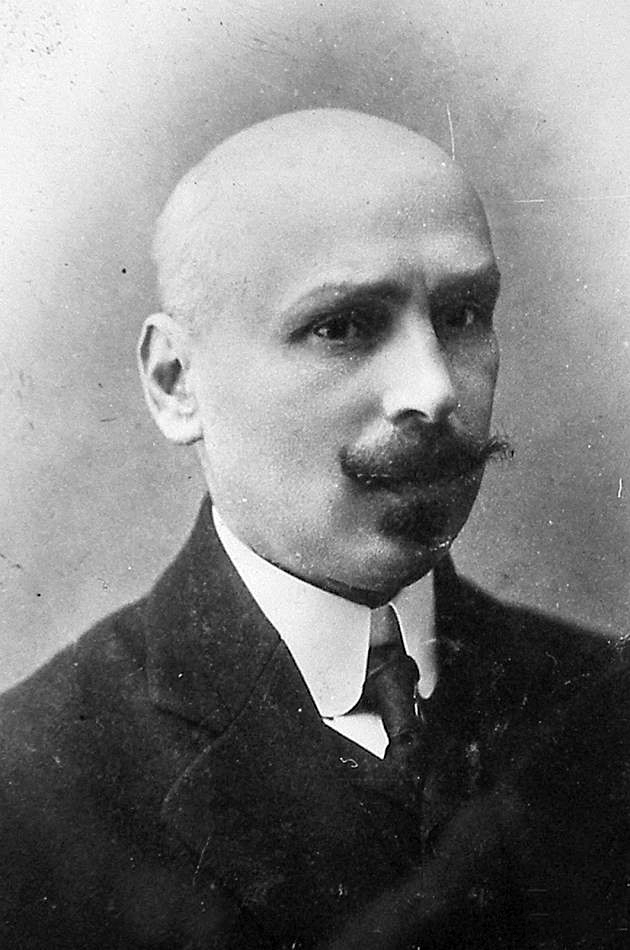
Михайло Коцюбинський
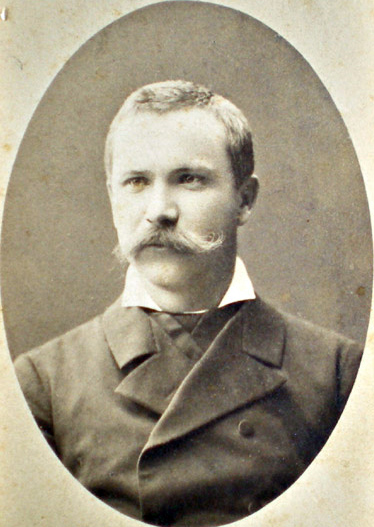
Іван Карпенко-Карий
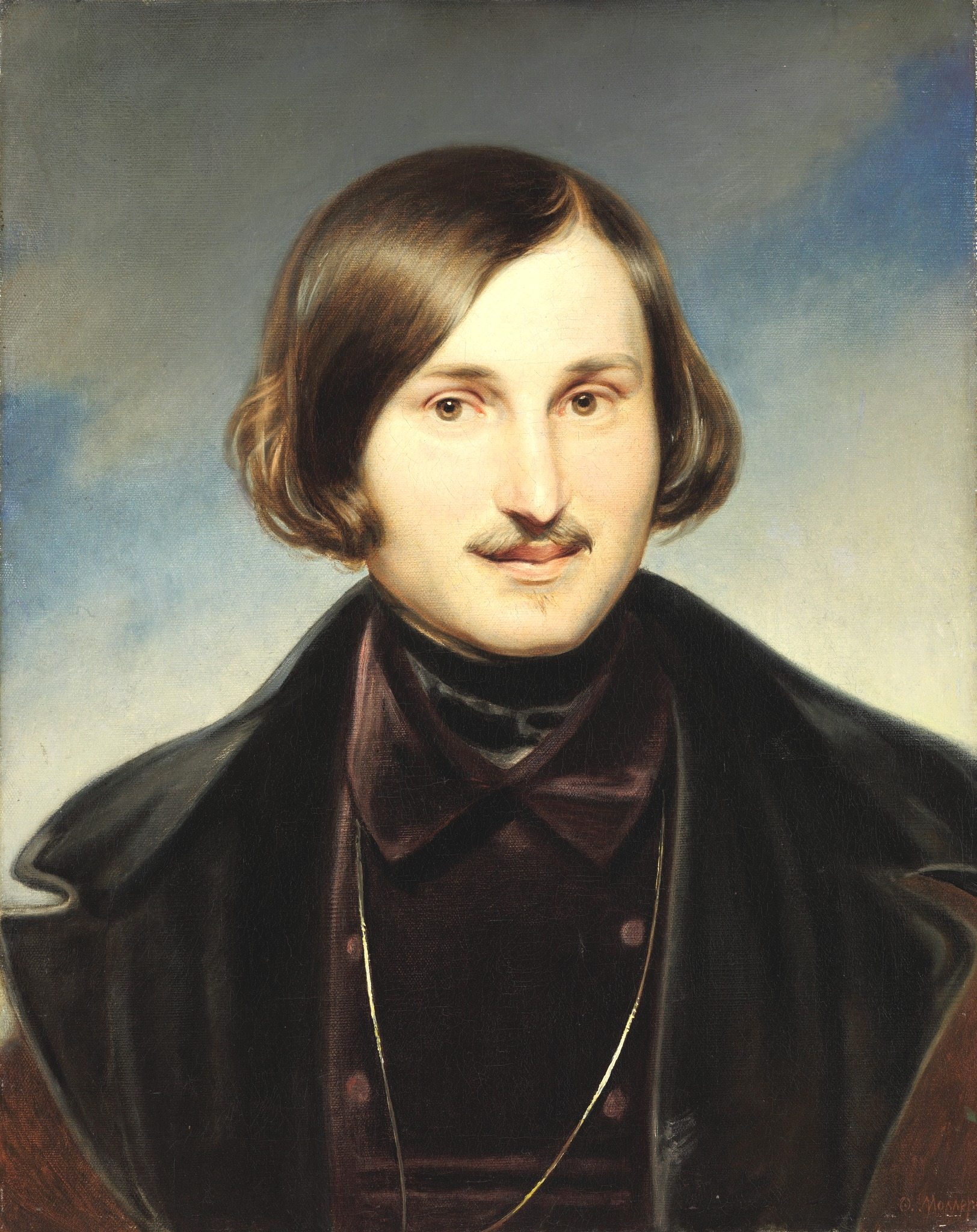
Микола Гоголь

### Поети

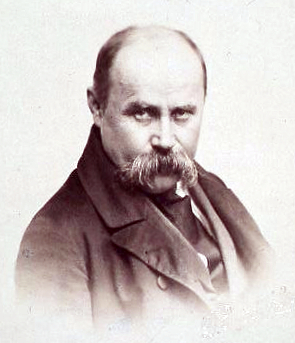
Тарас Шевченко
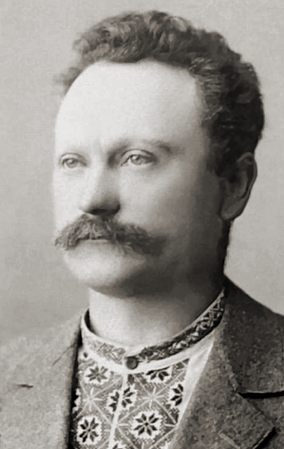
Іван Франко
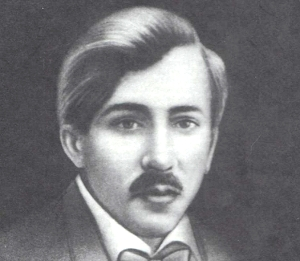
Олександр Олесь
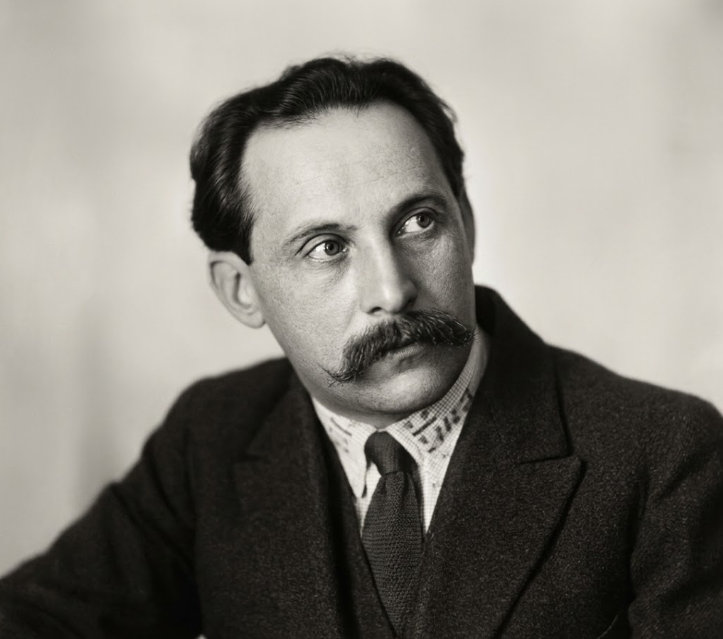
Максим Рильський

### Сучасні діячі

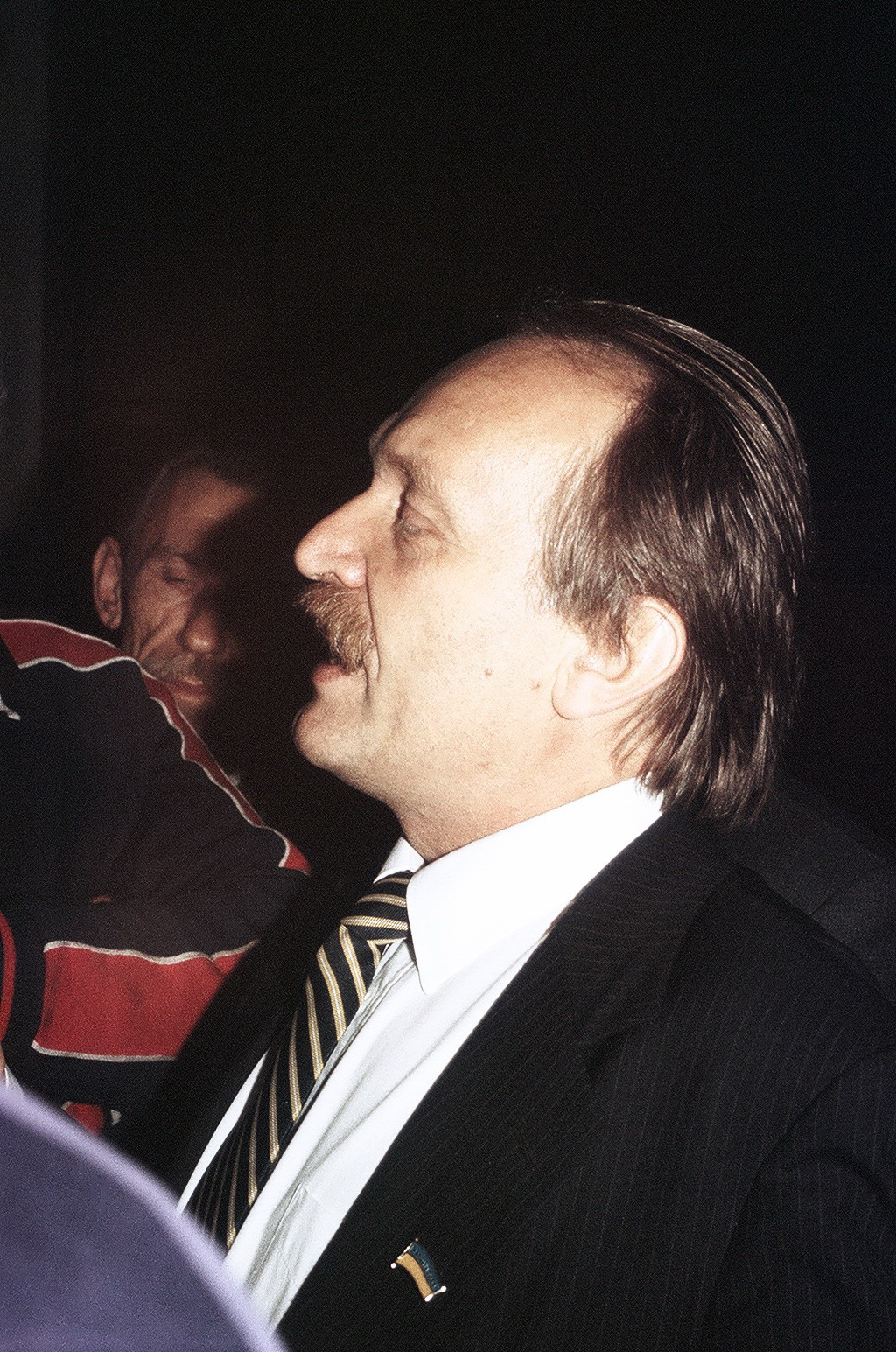
політик В'ячеслав Чорновіл
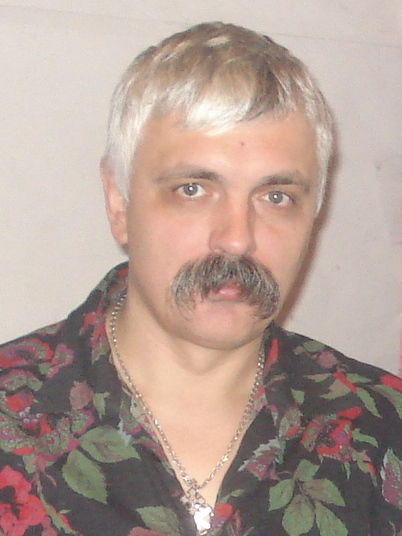
телеведучий Дмитро Корчинський
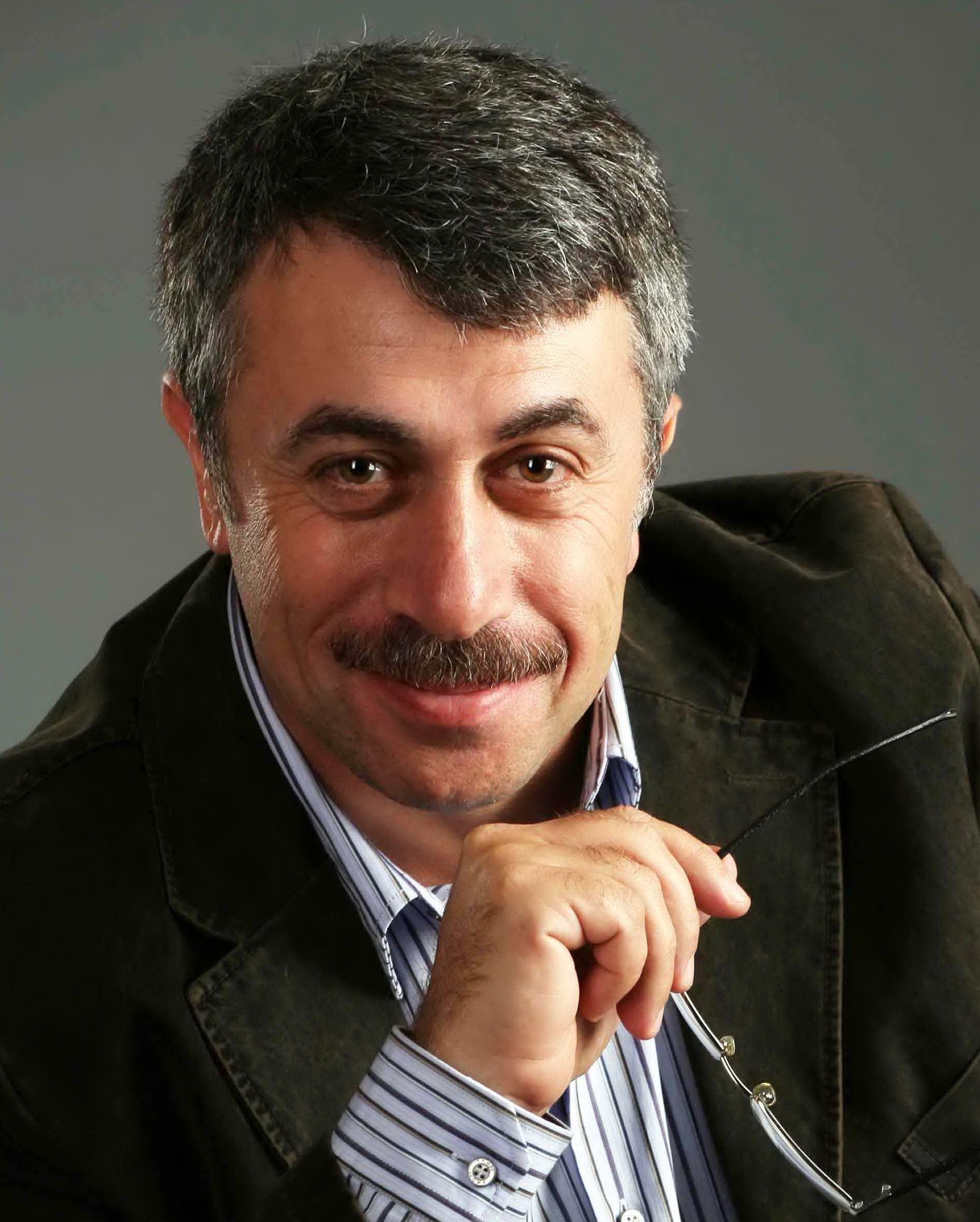
лікар Євген Комаровський
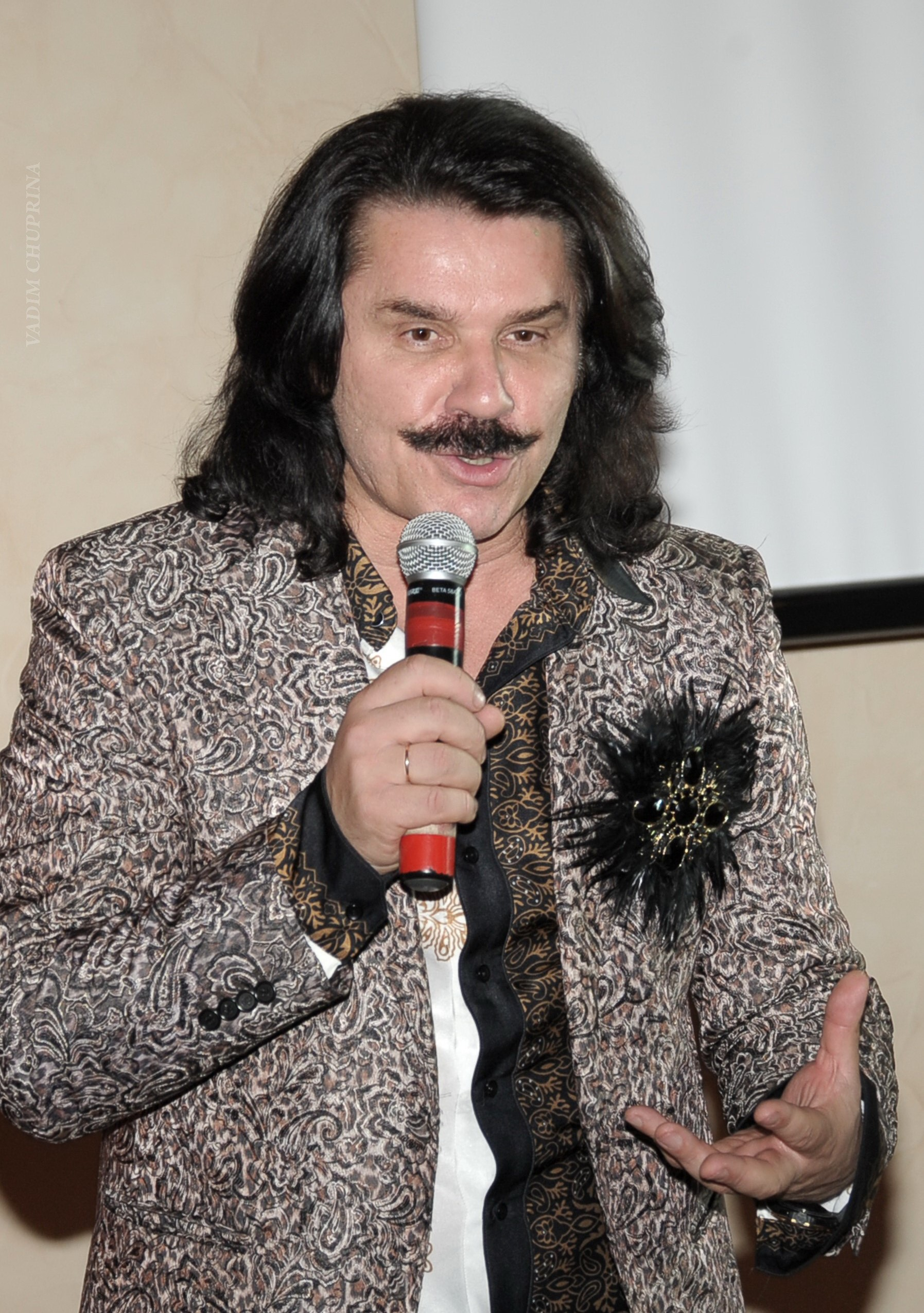
співак Павло Зібров

## Цікаві факти
- В XIX ст. на утримання форми вусів під час сну на ніч застосовували пов'язку, щоб на ранок була збережена зачіска волосяного покрову під носом. (див. ілюстрацію нижче).
- Для уникання попадання волосся вусів у юшку використовували спеціальну ложку (див. ілюстрацію нижче).
- Всупереч реконструкції М. М. Герасимова (1939 р.) князь Ярослав Мудрий носив тільки вуса. Опубліковане зображення його особистої печатки, на якому видно обличчя з довгими вусами і короткою борідкою[4].
- В українській кухні є страва "козацькі вуса"[11] зі спагеті та свинини.

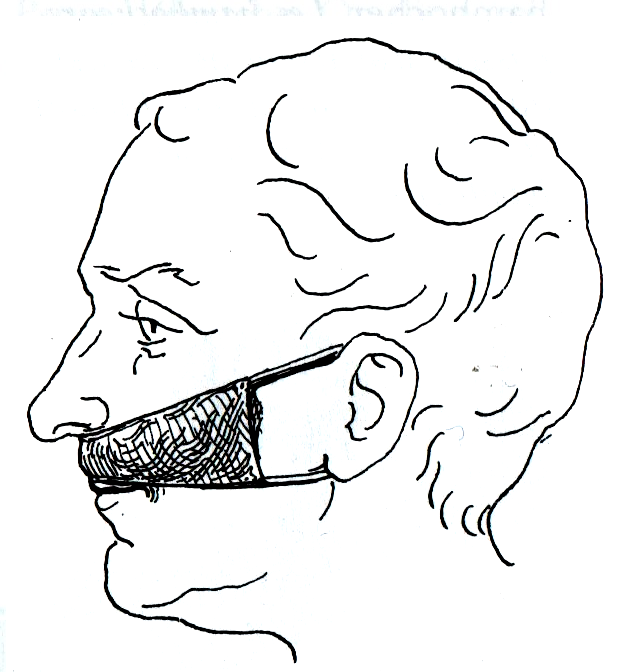
Пов'язка на вуса для сну (XIX ст.)
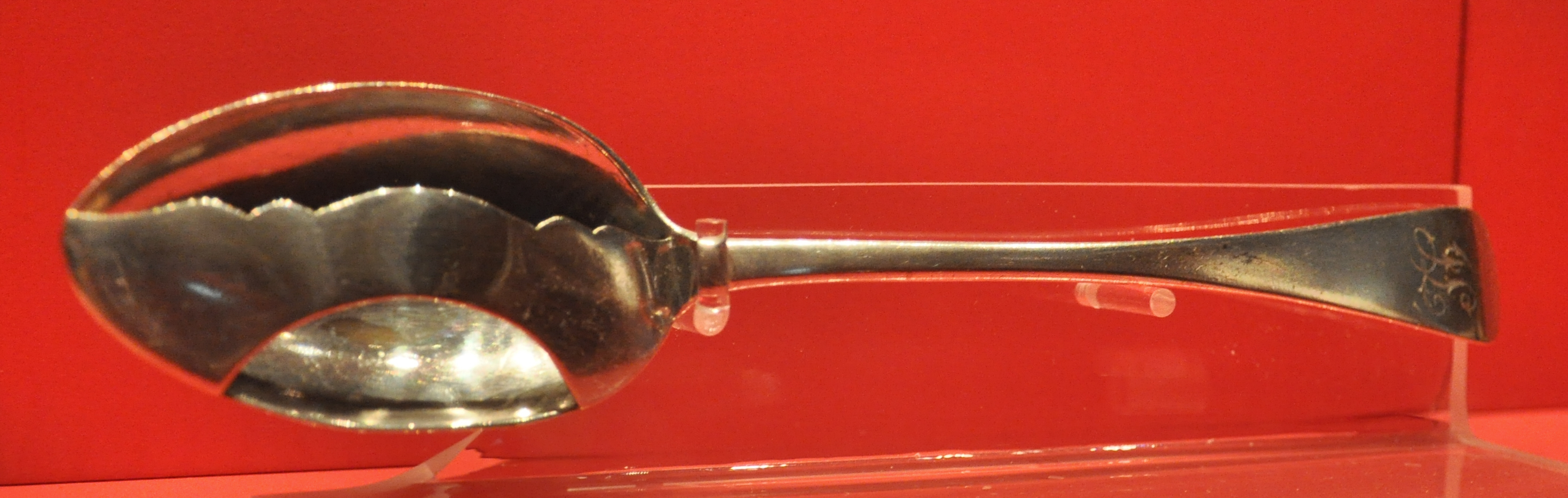
Ложка для уникання попадання волосся вусів у суп, 1904 р. (експонат — Музей Вікторії та Альберта)
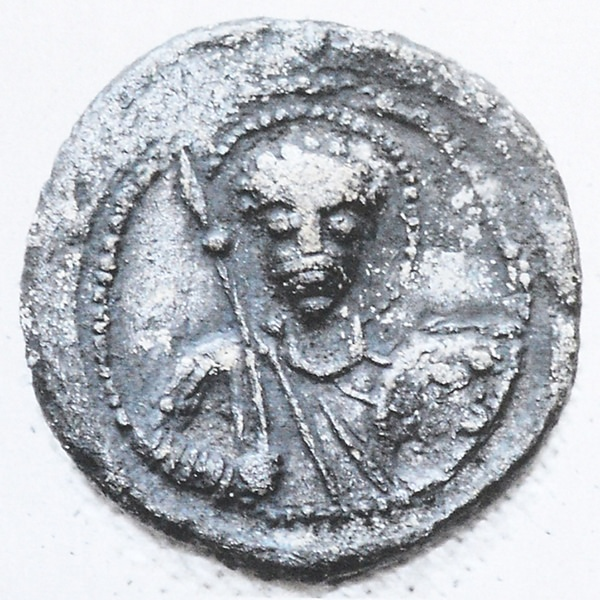
Княжа печатка за часів Київської Русі